# Пхеньянський універмаг №1

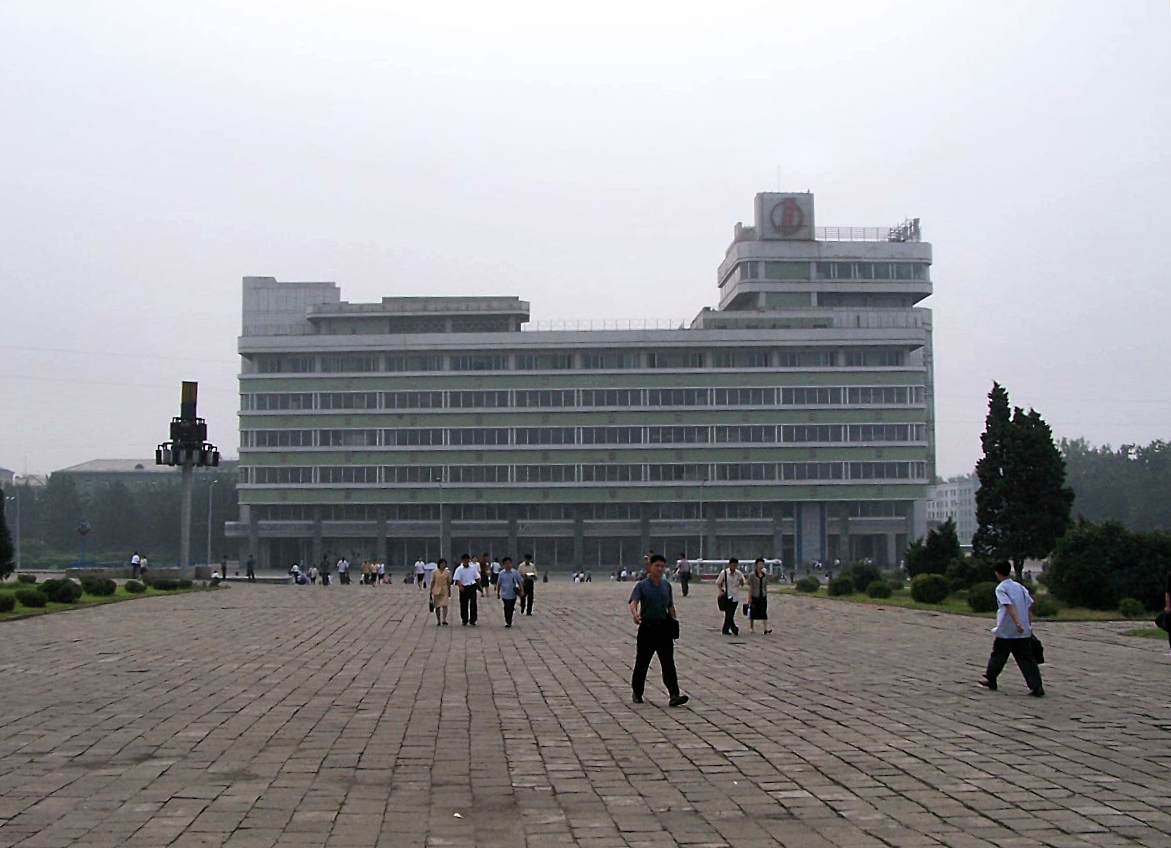

Пхеньянський універмаг № 1 — найбільший універмаг у Пхеньяні, столиці КНДР. Розташований в районі (Гуйок) Чунгуєк.
Будівля займає площу 40 000 м² і має десять поверхів (включаючи підвал): у головній будівлі п'ять поверхів, існує також чотириповерхова надбудова. Усі поверхи з'єднані між собою ліфтами та ескалаторами. На 1-му та 2-му поверхах продають ліки, побутову електроніку, канцелярське приладдя, на 3-му та 4-му — різні предмети першої необхідності, у тому числі продукти, на 5-му — предмети мистецтва, меблі та музичні інструменти. На 8-му та 9-му поверхах розташовані ресторан та бар з алкогольними напоями. На 1-му поверсі є також їдальня з молочною кухнею для немовлят.
Асортимент щодо кількості та видів товарів, які мають бути доступні в ньому для купівлі, формується в тому числі на основі «списків очікуваних потреб». Такі списки складаються на основі умовного визначення числа та потреб покупців з різних районів Пхеньяну. Однак з урахуванням того, що ці списки складаються умовно, а поряд з місцевими жителями в універмазі отоварюються і приїжджають з інших міст, часто дефіцит того чи іншого товару має місце. Існує інформація, що універмаг торгує продукцією понад 1600 підприємств легкої промисловості з усієї країни. В універмазі іноді проводяться своєрідні «виставки досягнень», які відвідують у тому числі керівники північнокорейської держави.
За деякими відомостями, в універмазі присутня озброєна охорона для запобігання пограбувань, більшість відвідувачів купує ліки, а багато побутових товарів не можуть бути куплені практично ніким з жителів міста через їхню дорожнечу.